# Agarna pustulosa
Agarna pustulosa là một loài chân đều trong họ Cymothoidae. Loài này được Pillai miêu tả khoa học năm 1954.